# تپه آقچه کند ۲
تپه آقچه کند ۲ مربوط به دوران‌های تاریخی پس از اسلام است و در شهرستان تاکستان، ۵۰۰ متریتری جاده آغچه کند به قره داش واقع شده و این اثر در تاریخ ۲۵ اسفند ۱۳۷۸ با شمارهٔ ثبت ۲۶۷۳ به‌عنوان یکی از آثار ملی ایران به ثبت رسیده است.